# Liste der Naturdenkmale in Bad Zwesten
Die Liste der Naturdenkmale in Bad Zwesten nennt die im Gebiet der Gemeinde Bad Zwesten im Schwalm-Eder-Kreis in Hessen gelegenen Naturdenkmale.
| Bild | Bezeichnung             | Ortsteil, Lage                             | Beschreibung | Art   | Nr.     |
| ---- | ----------------------- | ------------------------------------------ | ------------ | ----- | ------- |
| BW   | 1 Eiche (Bismarckeiche) | Bad Zwesten 51° 4′ 24,1″ N, 9° 10′ 21,8″ O |              | Eiche | 634.925 |

## Belege
1. ↑  Anlage: Tabelle 3 - Naturdenkmale im Schwalm-Eder-Kreis. (PDF; 7,45 MB) der 2. Verordnung zur Änderung der Verordnung zum Schutze der Naturdenkmale im Schwalm-Eder-Kreis vom 28. 04. 1986, zuletzt geändert durch Verordnung vom 8. Mai 2007. Der Kreisausschuss des Schwalm-Eder-Kreises, 17. Dezember 2008, S. 30, abgerufen am 7. Februar 2017.

- Karte mit allen Koordinaten:
- OSM |
- WikiMap